# شوك توك (برنامج)
شوك توك هو برنامج كوميدي مصري ساخر و ناقذ من إنتاج 2015 عرض على قناة إم بي سي مصر و إم بي سي مصر 2 من بطولة ميس حمدان .بدرية طلبة . ياسر الطوبجي . و إيمان السيد

## نبذة عن البرنامج
يعد برنامج شوك توك من أهم البرامج الكوميدية التي تعبر عن رؤية كوميدية مختلفة و جديدة يعرض البرنامج  بعض الأحداث في مصر في مختلف المجالات و لكن بنظرة كوميدية و ساخرة تختلف عن كل برامج التوك شو في الوطن العربي كما يناقش البرنامج في استكشافات كوميدية لشخصيات من مختلف مجالات الإعلام بصفة عامة مع الوضع القائم في المنطقة العربية

## أبطال البرنامج
يشارك في البرنامج نخبة من النجوم الكوميديين المصريين و يقوم ببطولته :
| الممثل         |
| -------------- |
| ياسر الطوبجي   |
| بدرية طلبة     |
| ميس حمدان      |
| إيمان السيد    |
| كريمة عبد الله |

## عرض البرنامج
عرض البرنامج على قناة إم بي سي مصر على الساعة الثامنة   و النصف مساءا بتوقيت القاهرة و ياعد الساعة العاشرة و النصف ليلا بتوقيت القاهرة

## وصلات خارجية
مشاهدة كافة حلقات البرنامج على موقع شاهد نت